# Kostel Nejsvětější Trojice (Nová Oleška)
Kostel Nejsvětější Trojice v Nové Olešce, části obce Huntířov v okrese Děčín, je dnes již zbořený pozdně barokní filiální kostel, vzniklý přestavbou v letech 1843–1844 původní kaple z let 1823–1825. Kostel zanikl v roce 1976.

## Historie kaple
Nová Oleška neměla do roku 1825 vlastní kapli a odedávna patřila k farnímu kostelu sv. Jiří v Huntířově. Spolu s Huntířovem ale spadala zhruba v letech 1645 až 1725 ke kostelu sv. Martina v Markvarticích. Za stanoviště olešské kaple si zakladatelé vybrali osvědčené místo, na kterém od roku 1733 stával kříž a po něm zvonička.

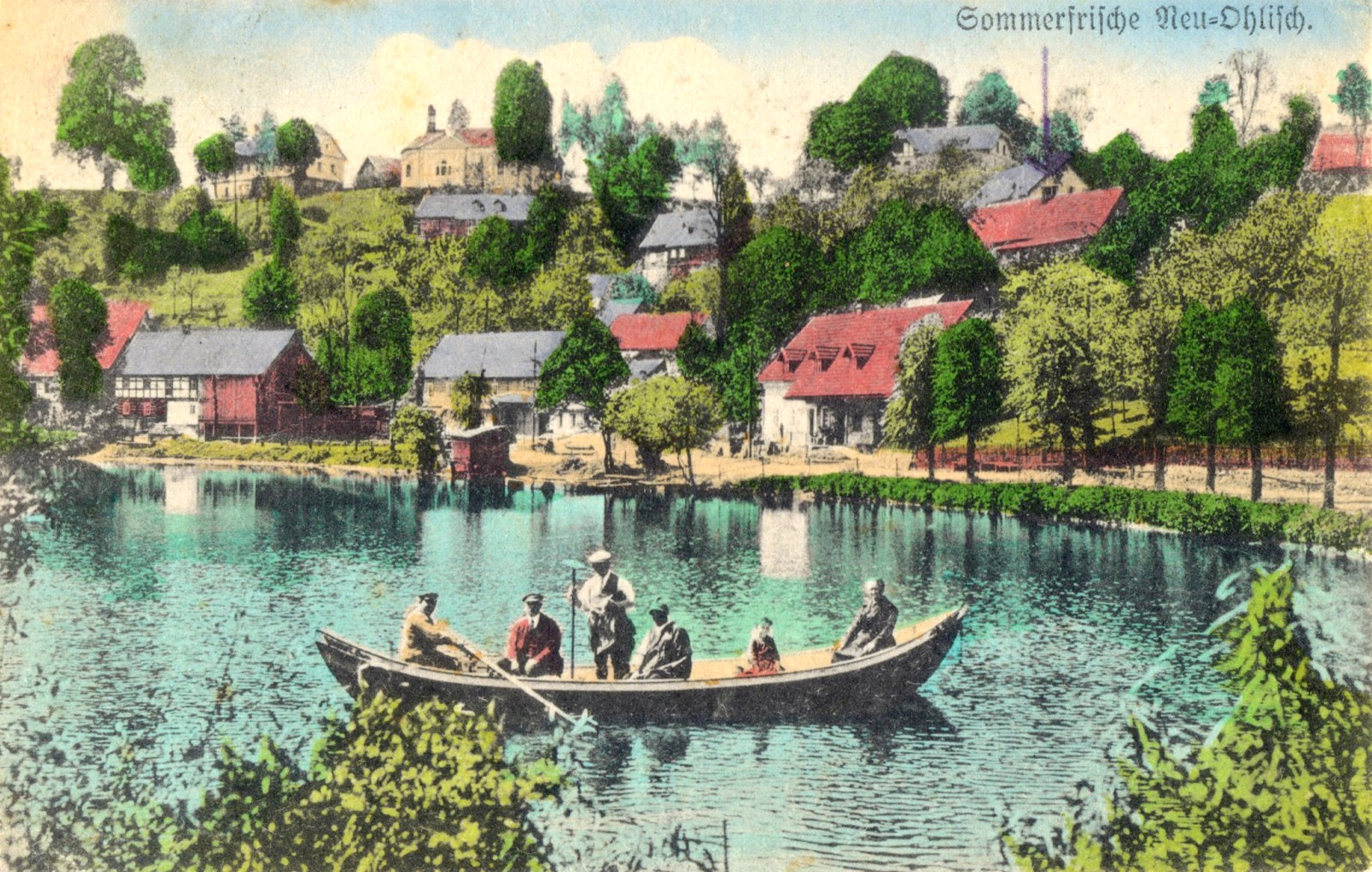
Kostel na návrší nad rybníkem (pohlednice z roku 1900)

O kapli v Nové Olešce se zasloužil obchodník Franz Ahne spolu se sedlákem Benediktem Baudlerem z Nové Olešky. Oběma zakladatelům bylo povoleno zřídit si v kapli rodinné hrobky. Ahne založil počátkem 19. století dobře prosperující domácí niťárnu, která pro Novou Olešku záhy nabyla značného významu. Zboží se vozilo většinou koňskými povozy na prodej do Bavorska a údajně mělo odbyt až v Benátkách. Jednoho dne roku 1823 se Franz Ahne vracel z obchodní cesty z Krásné Lípy ve Šluknovském výběžku. Ve Všemilech, odkud to měl domů ještě více než hodinu, se rozhodl zastavit. Slunce se právě sklánělo k obzoru a ze skalní kaple zaznívaly modlitby a zpěv. Dojat krásou okamžiku se Franz Ahne rozhodnul nechat postavit svatostánek i v Nové Olešce. Od úmyslu ke skutku neměl daleko. Ještě ve stejném roce byl položen základní kámen kaple a jejím vysvěcením 30. května 1825 se mu sen splnil beze zbytku. Franz Ahne kromě toho pořídil na své náklady nové varhany. Když už kaple, zasvěcená Nejsvětější Trojici, nestačila pojmout všechny věřící, byl to opět on, kdo v roce 1843 zaplatil její přestavbu. Téhož roku přivezl ze své cesty z Bavorska malý zvon, který od té chvíle svolával věřící k modlitbě. Rozšířená kaple se pak stala filiálním kostelem huntířovské farnosti.

## Historie kostela
V letech 1843–1844 byla tedy kaple zvětšena a změněna ve filiální kostel, který ovšem 14. září 1866 vyhořel. Obnoven byl roku 1867.
Situace po skončení II. světové války byla tristní. Nebylo nikoho, kdo by o kostel v Nové Olešce po roce 1945 pečoval, a tak pozvolna chátral. Roku 1966 již byl kostel v havarijním stavu. Kostel měl děravou střechu a rozkradené (příp. zničené) vnitřní zařízení. Zůstaly jen částečně poničené kostelní lavice. Rada ONV Děčín rozhodla 11. prosince 1970, že kostel už nadále nebude opravován. Roku 1974 už měl značně poškozenou střechu. Nakonec musel být kolem roku 1976, pomocí pásového traktoru z místního statku, stržen.
Lidé z Nové Olešky použili kameny z rozvaleného kostela na stavbu svých domů či různých zídek. Kostel jim nechyběl. Byli sice podnikaví jako Franz Ahne, ale postrádali jeho srdce a víru. Na místě kostela dnes stojí rekreační domek.

## Architektura
Pozdně barokní filiální kostel stál na kopci nad údolím mezi dvěma velkými lípami. Vedlo k němu schodiště vroubené lipami, které zůstalo i ve 21. století zachováno. Z kostela zůstala pouze část základové zdi a dosti rozhozených opracovaných kamenů.
Kostel byl jednolodní, obdélný, s polokruhově zakončeným presbytářem. K západnímu průčelí byla připojena dvoupatrová hranolová věž zastřešená nízkou cibulovou bání. Obdélný portál v západní stěně věže byl chráněn otevřenou pseudoantickou předsíňkou nesenou dvěma sloupy. Nad hlavním vchodem byl zavěšen reliéf Korunování Panny Marie. Východní část lodi byla rozšířena mělkými rizality s trojúhelníkovými štíty. Loď i presbytář byly osvětleny obdélnými, půlkruhově zaklenutými okny, fasády byly členěny lizénovými pásy. V ose chóru byl pravoúhlý vstup a nad ním drobné oválné okénko. Podobné okénko osvětlovalo i prostor na dřevěné kruchtě v západní části lodi. Nad východní část střechy byla vztyčena drobná sanktusová věžička. Interiér kostela byl plochostropý, pouze apsida byla sklenuta konchou. Mobiliář byl klasicistní a pocházel z 2. poloviny 19. století. Varhany byly z období kolem roku 1830 od Franze Fellera staršího, a bylo za ně zaplaceno 300 zlatých.